# 李維光
李 維光（り いこう、1898年 - 1964年）は、霊名をヨハネといい、カトリック南京大司教区の自選自聖による司教であった。

## 生涯
1898年、李維光は清代の江蘇省無錫県堰橋の、カトリックを信仰して300年余りになる家庭に生まれた。5人兄弟の3番目であった。1913年から上海徐匯の小神学校と大神学校に入った。1923年に司祭に叙階され、まず蘇北の興化、高郵で働き、1935年には江陰後塍（今は張家港市に属する）の主任司祭に転任し、そして崇真中学校の初代校長の任に就いた。
1947年9月、南京大司教区于斌司教は李維光を無錫教区の教区長に挙げ、彼は無錫北門外三裏橋天主堂に駐在した。1949年、于斌司教は海外に去り、李を南京大司教区司教を代行するよう命じたので、無錫教区の教区長と兼任することになった。
1950年に李は南京に移る。1951年3月31日、彼は南京大司教区の783名の神父、修道女、信徒を動員し、連名で『天主教南京大司教区愛国宣言』を発表し、ローマ教皇庁との“政治・経済上の関係”を断絶することを表明した。この後、さらに教皇大使リベリ大司教を追放する署名活動を開始した。
1955年、教皇ピウス12世は彼に対して破門の制裁を実行し、李維光は1949年以後の中国大陸で最初の破門を受けた人物となった。上海と蘇州教区の司教龔品梅は、自ら南京に赴き、破門状を手渡した。
1956年、李維光と一群の司教は、連合して全国天主教愛国会の成立を提案し、彼は北京に常住して準備を進めた。1957年、中国天主教愛国会が成立し、李は副主席に当選した。同じ年に江蘇省天主教愛国会主席に当選する。1958年3月14日、南京大司教区は李を司教に選出した。1959年11月、江蘇省で4名の自選による司教の叙階式が挙行された 。1964年に南京で病のために世を去った。それに際して周恩来は哀悼の電報を打ち、代表を派遣して花輪を捧げた。